# Kim Min-ji
Kim Min-ji (* 27. September 1995) ist eine südkoreanische Leichtathletin, die sowohl im Sprint als auch im Weitsprung antritt.

## Sportliche Laufbahn
Erste internationale Erfahrungen sammelte Kim Min-ji bei den Ostasienspielen 2013 in Tianjin, bei denen sie mit 12,07 s Rang sieben über 100 Meter belegte und im 200-Meter-Lauf mit 24,25 s die Bronzemedaille gewann. Bei den Asienspielen 2014 im heimischen Incheon schied sie in 23,77 m in der Vorrunde über 200 Meter aus und wurde mit der südkoreanischen 4-mal-100-Meter-Staffel in 44,60 s Fünfte. 2015 erfolgte die Teilnahme an den Asienmeisterschaften in Wuhan, bei denen sie im Finale über 100 Meter in 11,80 s Rang acht belegte. 2018 nahm sie erneut an den Asienspielen in der indonesischen Hauptstadt Jakarta teil, erreichte dort über 100 und 200 Meter jeweils das Halbfinale und beendete den Weitsprung mit neuer Bestleistung von 6,27 m auf dem sechsten Platz. Zudem schied sie mit der Staffel in 46,04 s in der Vorrunde aus. Im Jahr darauf wurde sie bei den Asienmeisterschaften in Doha mit einer Weite von 6,03 m den achten Platz.
2015 und 2018 wurde Kim südkoreanische Meisterin im 100-Meter-Lauf und im Weitsprung sowie 2015 und 2020 auch über 200 Meter.

## Persönliche Bestleistungen
- 100 Meter: 11,69 s (−0,6 m/s), 30. Oktober 2014 in Jeonju
  - 60 Meter (Halle): 7,63 s, 26. Februar 2015 in Daegu (südkoreanischer Rekord)
- 200 Meter: 23,77 s (+1,2 m/s), 30. September 2014 in Incheon
- Weitsprung: 6,27 m (+0,4 m/s), 27. August 2018 in Jakarta